# キャンディ湖
キャンディ湖 (Kandy Lake) はスリランカの中部州キャンディにある湖。
19世紀初めに、12年の歳月をかけてキャンディ王国最後の王であるスリー・ウィクラマ・ラジャシンハにより造られた人造湖である。湖の中央にある島は当時は王宮からトンネルで行くことができ、王のハーレムになっていた。イギリス占領下においては軍倉庫として使われていた。湖畔には佛歯寺として知られるダラダー・マーリガーワ寺院が建っている。